# Арахнологія

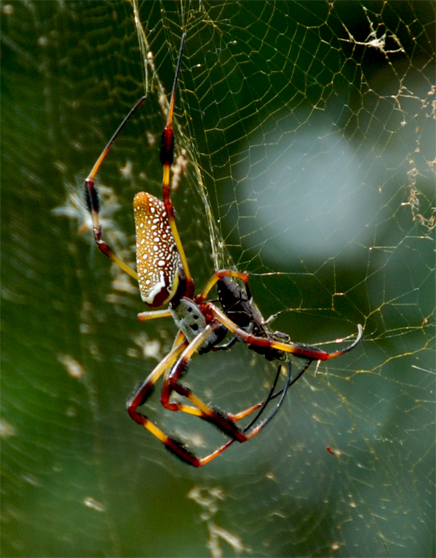

Арахноло́гія (грец. αραχνη — «павук» і λογος — «слово», «вчення»), або павукозна́вство, — галузь зоології, що вивчає павукоподібних.

## Загальна характеристика
В самостійну науку арахнологія оформилася в XIX ст. з ентомології. Арахнологію підрозділяють на ветеринарну, медичну, сільськогосподарську і лісову. Хвороби, які викликаються павукоподібними, називаються арахнозами. Питання арахнології вивчаються у ветеринарії і медицині. Так, кліщі є причиною хвороб як людей, так і тварин.

## Наукові товариства
- American Arachnological Society
- Arachnologische Gesellschaft e.V.
- Australasian Arachnological Society. Засноване в 1979 р.
- British Arachnological Society. Засноване в 1958 р. коли група ентузіастів «Flatford Mill Spider Group», перетворена в 1965 р. в «British Spider Study Group», а з 1968 одержало сучасну назву.
- Eurasian Arachnological Society
- European Arachnological Society
- International Society of Arachnology. Засноване в 1965 р.
- Acarological Society of America
- European Association of Acarologists. Засноване в 1987 в Амстердамі
- Systematic & Applied Acarology Society

## Конґреси
- 1st Interantional Congress of Arachnology проходив у Бонні (ФРН) у 1960 році під назвою «I Treffen europäischer Arachnologen» (German Zoological Society meeting in Bonn, Germany)
- В 1968 році вперше відбулося міжнародне зібрання арахнологів, яке мало назву: «IV International Congress of Arachnology» (8-13 апреля, Muséum National d'Histoire Naturelle, Париж, Франція)
- 14th Interantional Congress of Arachnology and 22nd annual meeting of the American Arachnological Society (27 червня — 3 липня 1998, Чикаго, США)
- 16th International Congress of Arachnology (2-7 серпня 2004, Gent University, Gent, Бельгія)
- 17th International Congress of Arachnology (5-11 серпня 2007, Hotel Fazenda Colina Verde, São Pedro, Бразилія)
- 1st European Colloquium of Arachnology (25-27 травня 1972, Страсбург, Франція)
- 2nd European Colloquium of Arachnology (1-3 червня 1973, Montpellier, Франція)
- 3rd European Colloquium of Arachnology (20-22 вересня 1976, Les Eyzies, Франція)
- 4th European Colloquium of Arachnology (13-15 вересня 1978, Avignon, Франція)
- 5th European Colloquium of Arachnology (4-6 вересня 1979, Барселона, Іспанія)
- 6th European Colloquium of Arachnology (28 серпня — 1 вересня 1981, Modena, Італія)
- 7th European Colloquium of Arachnology (1-4 вересня 1982, Nancy, Франція)
- 8th European Colloquium of Arachnology (3-5 вересня 1984, Moulis, Франція)
- 9th European Colloquium of Arachnology (2-5 вересня 1985, Брюссель, Бельгія)
- 10th European Colloquium of Arachnology (29 червень — 4 июля 1987, Rennes, Франція)
- 11th European Colloquium of Arachnology (28 серпня — 2 сентября 1988, Берлін, Німеччина)
- 12th European Colloquium of Arachnology (2-4 липня 1990, Париж, Франція)
- 13th European Colloquium of Arachnology (2-6 вересня 1991, Neuchâtel, Швейцарія)
- 14th European Colloquium of Arachnology (23-27 серпня 1993, Catania, Італія)
- 15th European Colloquium of Arachnology (11-15 липня 1994, Ceske Budejovice, Czech Republic), Чехія
- 16th European Colloquium of Arachnology (8-13 липня 1996, Siedlce, Польща)
- 17th European Colloquium of Arachnology (14-18 липня, 1997, Edinburgh, Велика Британія)
- 18th European Colloquium of Arachnology (14-15 липня 1999, Stará Lesná, Словаччина)
- 19th European Colloquium of Arachnology (16-23 липня 2000, Aarhus, Данія)
- 20th European Colloquium of Arachnology (22-26 липня 2002, Szombathely, Угорщина)
- 21st European Colloquium of Arachnology (4-9 серпня 2003, St. Petersburg, Росія)
- 22nd European Colloquium of Arachnology (1-6 серпня 2005, Blagoevgrad, Болгарія)
- 23rd European Colloquium of Arachnology (4-8 вересня 2006, Sitges, Іспанія)
- 24th European Congress of Arachnology (25-29 серпня 2008, Берн, Швейцарія)

## Журнали
- Acarina, Russian Journal of Acarology
- Acarologia (1959-)
- Acarology Bulletin
- Acta Arachnologica (Tokyo, 1936-)
- Acta Arachnologica Sinica (1992-)
- Arachnologische Mitteilungen
- Arthropoda Selecta, Russian Journal of Arthropoda Research (Moscow, 1992-)
- Australasian Arachnology, Newsletter (1979-)
- Beitraege zur Araneologie
- Bulletin of the British Arachnological Society (Dorchester, 1969-)
- Experimental & Applied Acarology
- International Journal of Acarology
- Korean Arachnology (Seoul, 1985-)
- Newsletter of the British Arachnological Society
- Revista Iberica de Aracnologia (Zaragoza, 2000-)
- Revue Arachnologique
- Systematic and Applied Acarology (1996-)
- Tarantulas of the World
- The Journal of Arachnology (1973-)
- Turkish Journal of Arachnology (2008-)

## Інтернет-ресурси
- Сайт «Арахнология», посилання на інші 2500 сайтів
- www.arachnology.org
- www.arachnodata.ch
- Rusarachnology, форум русскоязычных арахнологов
- european-arachnology.org
- Підбірка посилань
- Акарологія
- Павуки-лініфіїди світу
- Сольпуги світу